# 417 (szám)
A 417 (római számmal: CDXVII) egy természetes szám, félprím, a 3 és a 139 szorzata.

## A szám a matematikában
A tízes számrendszerbeli 417-es a kettes számrendszerben 110100001, a nyolcas számrendszerben 641, a tizenhatos számrendszerben 1A1 alakban írható fel.
A 417 páratlan szám, összetett szám, azon belül félprím, kanonikus alakban a 31 · 1391 szorzattal, normálalakban a 4,17 · 102 szorzattal írható fel. Négy osztója van a természetes számok halmazán, ezek növekvő sorrendben: 1, 3, 139 és 417.
A 417 négyzete 173 889, köbe 72 511 713, négyzetgyöke 20,42058, köbgyöke 7,471, reciproka 0,0023981. A 417 egység sugarú kör kerülete 2620,08827 egység, területe 546 288,40494 területegység; a 417 egység sugarú gömb térfogata 303 736 353,1 térfogategység.